# Der lustige Krieg (Marsch)
Der lustige Krieg ist ein Marsch von Johann Strauss Sohn (op. 397). Ort und Datum der Uraufführung sind nicht überliefert.